# جزيرة بانجانغ الصغرى
جزيرة بانجانغ الصغرى وهي جزيرة من جزر إندونيسيا، وتقع في إقليم جاكارتا، في بولاو سيريبو ضمن شمال الجزر الألف.